# Slag bij de Bagradas (203 v.Chr.)
De Slag bij de Bagradas (ook bekend als de slag van de Campi Magni, Grote Vlakten), een van de veldslagen in de Tweede Punische Oorlog, vond in 203 v.Chr. plaats. De Bagradas was een rivier die door het Carthaagse gebied stroomde in de buurt van Utica (in het huidige Tunesië).
De slag werd gevochten tussen een Romeins leger onder leiding van Scipio Africanus en een gecombineerd Carthaags/Numidisch leger aangevuld met Spaanse huurlingen (Keltiberiërs), waarvan het Carthaagse deel werd geleid door Hasdrubal Gisco en het Numidische door Syphax.
Hasdrubal stelde de Spaanse huurlingen in het centrum op, geflankeerd door achtereenvolgens de Carthaagse infanterie en de ruiterij. De Romeinse infanterie was in de acies triplex opgesteld. Dat wil zeggen, de hastati vormden de eerste lijn, de principes de tweede lijn en de triarii de derde lijn.
Door de charge van de Romeinse cavalerie sloegen de Carthaagse infanterie en ruiterij op de vlucht. Alleen de Spaanse infanterie bleef staan. De Spaanse huurlingen boden fel weerstand. Het aantal Spaanse huurlingen was ongeveer gelijk aan de eerste lijn van de Romeinen, de hastati. Toen gaf Scipio zijn principes en triarii het bevel achter de hastati vandaan te marcheren en de Spaanse huurlingen in de flank aan te vallen. Op deze manier werden de Spaanse huurlingen in een tang genomen. Onduidelijk is hoe de manoeuvre precies werd uitgevoerd. Vielen de principes de Spaanse huurlingen van de ene kant aan en vielen de triarii van de andere kant aan? Of werden voor deze manoeuvre beide onderdelen verdeeld zodat beide flanken uit zowel principes als triarii bestonden?
De Spaanse huurlingen werden bijna allemaal gedood. Slechts enkelen konden ontkomen.
Door deze nederlaag voelden de Carthagers zich genoodzaakt Hannibal uit Italië terug te roepen.